# Panelas (kommun i Brasilien)
Panelas är en kommun i Brasilien.   Den ligger i delstaten Pernambuco, i den östra delen av landet, 1 500 km nordost om huvudstaden Brasília. Antalet invånare är 25 654.
Omgivningarna runt Panelas är en mosaik av jordbruksmark och naturlig växtlighet. Runt Panelas är det ganska tätbefolkat, med 86 invånare per kvadratkilometer.